# Entladungsgrad
Der Entladungsgrad, auch als Entladetiefe oder in der Fachliteratur kurz als DOD (auch DoD; von englisch depth of discharge), gibt an, welcher Anteil der Nennkapazität eines elektrischen Energiespeichers (Batterien, Akkumulatoren, Kondensatoren) im Betrieb genutzt wird.
Er beschreibt das Verhältnis der im Betrieb maximal entnehmbaren Menge an elektrischer Ladung (meist in Amperestunden, Ah) zur Nennkapazität.
Die im Betrieb eines Akkus genutzte Kapazität wird oft gegenüber der Nennkapazität eingeschränkt, um eine höhere zyklische oder kalendarische Lebensdauer des Akkus zu erreichen. Die Angabe des Entladungsgrades alleine definiert nicht, in welchem Ladezustands-Bereich (SoC englisch state of charge) diese Kapazität genutzt wird. Dies ist je nach Technologie verschieden.
Übliche Entladungsgrade bei Lithium-Ionen-Akkus sind je nach Anwendungssituation oft 60–90 %. Da sowohl bei niedrigen als auch hohen Ladezuständen eine beschleunigte Alterung auftritt, wird meist der mittlere Ladezustands-Bereich genutzt: Ein Entladungsgrad (DoD) von 70 % kann z. B. bedeuten, dass der SoC-Bereich zwischen 10 % und 80 % genutzt wird. Außerdem kann der Entladungsgrad vom Batteriemanagementsystem je nach Umgebungsbedingungen oder Alterungszustand (SoH englisch state of health) des Akkus mit der Zeit auch angepasst werden.
Bei Bleiakkumulatoren wird dagegen möglichst der obere Ladezustands-Bereich genutzt, da nur der untere Bereich für die Lebensdauer schädlich ist. Hier bedeutet ein Entladungsgrad von 40 % üblicherweise, dass der Bereich von 60 % SoC bis 100 % SoC genutzt wird.
Da Batterien z. B. aufgrund von Sicherheitsreserven oder Fertigungsschwankungen auch eine höhere Kapazität als ihre auf dem Typenschild angegebene Nominalkapazität haben können, ist ein Entladungsgrad über 100 % möglich (z. B. 55 Ah bei einer 50-Ah-Batterie, was einem Entladungsgrad von 110 % entspricht).

## Alternative Nutzung des Begriffs
Seltener (und im Widerspruch zur obigen Definition) wird der Entladungsgrad auch zur Beschreibung des aktuellen Ladezustandes eines Energiespeichers genutzt: Dann kann mit der Angabe „60 % DoD“ gemeint sein, dass der Ladezustand (SoC) jetzt gerade 40 % beträgt. In der Industrie hat sich jedoch durchgesetzt, zur Beschreibung des Ladezustands (also wie „voll“ die Batterie gerade ist) nur die Größe SoC zu nutzen.